# Aleksandr Nevski (Prokófiev)
Aleksandr Nevski (en rus: Александр Невский), op. 78, és la partitura composta per Serguei Prokófiev per a la pel·lícula de 1938 de Serguei Eisenstein Alexandre Nevski. El tema de la pel·lícula és la incursió del segle XIII dels cavallers de l'⁣orde de Livonia al territori de la República de Novgorod, la seva presa de la ciutat de Pskov, la convocatòria del príncep Alexandre Nevski per a la defensa de Rutènia i la seva victòria posterior sobre els croats el 1242. La majoria dels textos de les cançons de la partitura van ser escrits pel poeta Vladímir Lugovskoi.
El 1939, Prokófiev va arranjar la música de la partitura de la pel·lícula com la cantata Aleksandr Nevski, op. 78, per a contralt (sovint cantat per mezzosopranos però de fet no en aquesta gamma), cor i orquestra. És un dels pocs exemples (El tinent Kijé n'és un altre) de música de cinema que ha trobat un lloc permanent en el repertori estàndard, i s'ha mantingut també com una de les cantates més reconegudes del segle XX.
Eisenstein, Prokófiev i Lugovskoi van col·laborar de nou en una altra èpica històrica, Ivan el Terrible Part 1 (1944) i Part 2 (1946, l'última pel·lícula d'Eisenstein).

## Alexandr Nevski, banda sonora de la pel·lícula (1938)

### Història de la composició
La partitura va ser la tercera de Prokófiev per a una pel·lícula, després d'El tinent Kijé (1934) i La reina de piques (1936). Prokófiev va estar molt implicat no només amb la composició, sinó també amb l'enregistrament. Va experimentar amb diferents distàncies de micròfon per aconseguir el so desitjat. Les trompes destinades a representar els cavallers teutons, per exemple, es van tocar prou a prop dels micròfons per produir un so crepitant i distorsionat. Els grups de metalls i corals van ser gravats en diferents estudis i posteriorment es van barrejar les peces separades.
Prokófiev va utilitzar diferents seccions de l'orquestra, així com diferents estils compositius, per evocar la imatgeria necessària. Per exemple, els cavallers teutons (viscuts com l'adversari) estan representats per pesants instruments de metall, tocant notes discordants en un estil marcial. Les forces russes simpàtiques estan representades predominantment per instruments usats en el folk, com ara la fusta i les cordes, sovint tocant música d'estil quasi popular.

### Historial de representacions
La pel·lícula Alexandr Nevski es va estrenar el 23 de novembre de 1938 al Teatre Bolxoi de Moscou.
L'estrena en concert de la partitura original completa de la pel·lícula, reconstruïda per Frank Strobel, va tenir lloc el 16 d'octubre de 2003, acompanyada d'una projecció de la pel·lícula al Konzerthaus de Berlín. Strobel va dirigir l'⁣Orquestra Simfònica de la Ràdio de Berlín i el Cor Ernst Senff, amb la mezzosoprano Marina Domashenko com a solista.
L'estrena russa de la partitura de la pel·lícula restaurada va tenir lloc el 27 de novembre de 2004 al Teatre Bolxoi.

### Instrumentació
- Cordes: violins I & II, violes, violoncels, contrabaix
- Instruments de vent: flautí, 2 flautes, 3 oboès (incloent-hi el corn anglès), 3 clarinets (inclòs el clarinet en mi bemoll), 2 clarinets baixos, 2 saxòfons alts, 2 saxofons tenors, 3 fagots (inclòs el contrafagot)
- Metall: 4 trompes, 5 trompetes (incloent-hi corneta), 3 trombons, trombó baix, 2 tubes
- Percussió: timbales, 2 tambors, bombo, plats, 2 panderetes, bloc de fusta, sonall, triangle, xilòfon, campanes tubulars, tam-tam, gong
- Altres: 2 arpes, piano
- Banda: 2 trompes, tierhorn, 2 trompetes, flügelhorn tenor